# Sergio Ghisalberti
Sergio Ghisalberti (San Giovanni Bianco, 10 december 1979) is een Italiaans wielrenner. Hij is vooral bekend vanwege zijn flinterdunne onderbenen.

## Erelijst
2003
- Piccolo Giro di Lombardia

2004
- Cronoscalata Gardone V.T. - Prati di Caregno (koppeltijdrit)

2006
- Bergklassement Ronde van Burgos

## Resultaten in voornaamste wedstrijden
| Jaar | Ronde van Italië | Ronde van Frankrijk | Ronde van Spanje |
| ---- | ---------------- | ------------------- | ---------------- |
| 2005 |                  |                     | 92e              |
| 2006 | 21e              |                     |                  |
| 2007 | buiten tijd      |                     |                  |
| 2008 | opgave           |                     |                  |

| Jaar |  | Wereldranglijsten |
| ---- |  | ----------------- |
| 2005 |  |                   |
| 2006 |  | 151e (UPT)        |
| 2007 |  |                   |
| 2008 |  |                   |